# Problème du nombre de classes pour les corps quadratiques imaginaires
En mathématiques, le problème du nombre de classes de Gauss pour les corps quadratiques imaginaires, au sens usuel, est de fournir pour chaque entier n ≥ 1, la liste complète des corps quadratiques imaginaires dont l'anneau des entiers a un nombre de classes égal à n. C'est une question de calcul effectif. La première démonstration (Hans Heilbronn, 1934) qu'une telle liste est finie ne fournissait pas, même en théorie, un moyen de la calculer (voir Résultats effectifs en théorie des nombres).
Dans les développements ultérieurs, le cas n = 1 fut en premier développé par Kurt Heegner, en utilisant les formes modulaires. Ce travail ne fut pas accepté initialement et c'est seulement après le travail ultérieur de clarification de Harold Stark que le travail de Heegner fut compris (voir Théorème de Stark-Heegner et Nombre de Heegner). Le cas n = 2 fut abordé peu après, au moins en principe, en application du travail d'Alan Baker.
Le cas général attendit la découverte, par Dorian Goldfeld, que le problème du nombre de classes pouvait être relié aux fonctions L des courbes elliptiques. Ceci réduisit en principe la question de détermination effective à celle d'établir l'existence d'un zéro multiple d'une telle fonction L. Ceci put être fait sur la base du théorème de Gross-Zagier ultérieur. Ainsi, à ce point, on put préciser un calcul fini, dont le résultat serait une liste complète pour un nombre de classes donné. En fait, en pratique, de telles listes qui sont probablement complètes peuvent être calculées par des méthodes relativement simples, mais le problème est qu'elle ne le sont pas certainement. Les cas jusqu'à n = 100 ont été traités.
Le cas des corps quadratiques réels est très différent et beaucoup moins connu. Ceci car ce qui intervient dans la formule analytique du nombre de classes n'est pas h, le nombre de classes, mais h log ε, où ε est une unité fondamentale (en). Ce facteur supplémentaire est difficile à contrôler. La conjecture de Gauss selon laquelle il existerait une infinité de corps quadratiques réels dont le nombre de classes vaut 1 n'est toujours pas résolue.